# Louetsi-Wano
Louetsi-Wano är ett departement i Gabon. Det ligger i provinsen Ngounié, i den centrala delen av landet, 400 km sydost om huvudstaden Libreville. Antalet invånare är 9 750.